# Michael Reilly

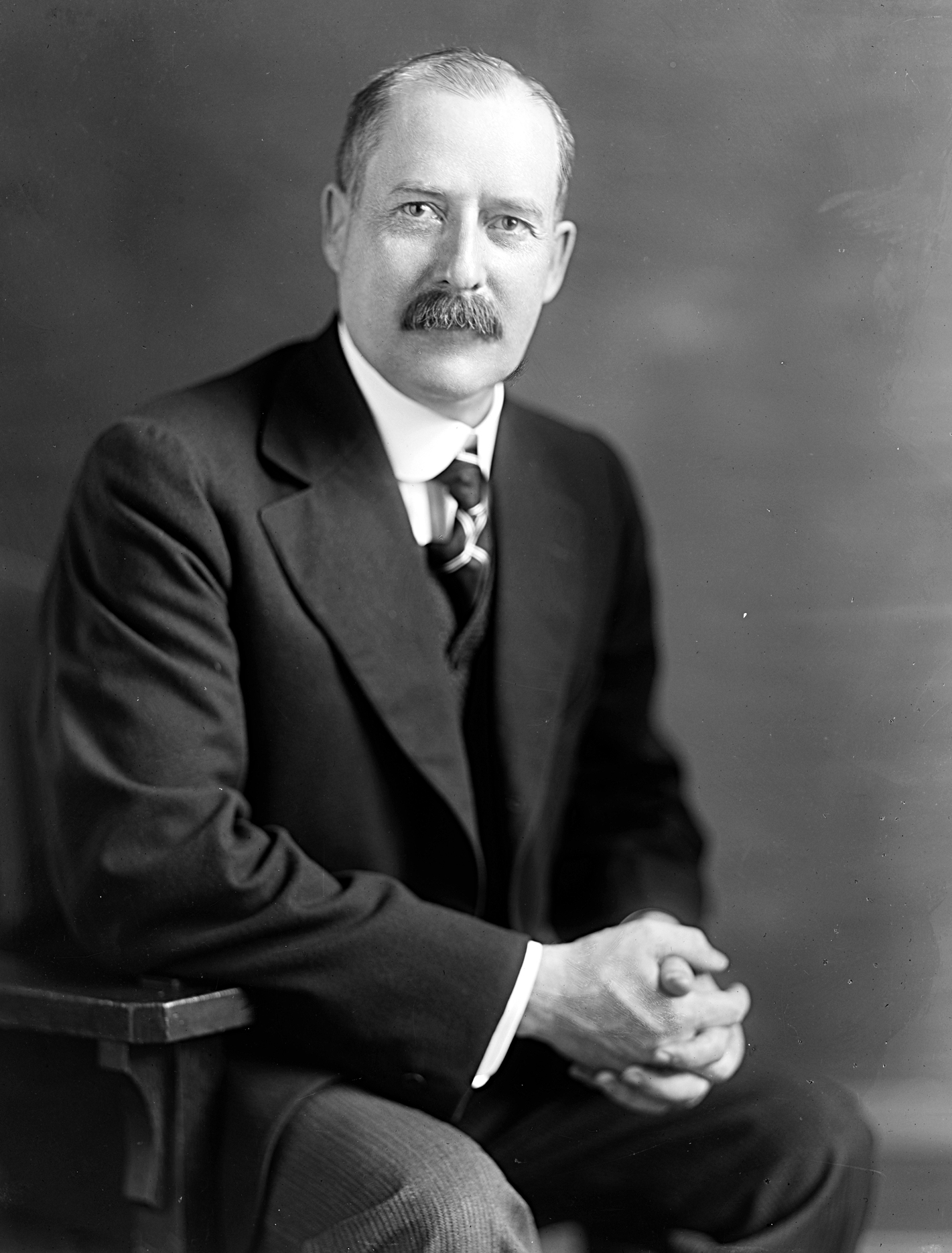
Michael Reilly

Michael Kieran Reilly (* 15. Juli 1869 in Empire, Fond du Lac County, Wisconsin; † 14. Oktober 1944 in Neptune, New Jersey) war ein US-amerikanischer Politiker. Zwischen 1913 und 1917 sowie nochmals von 1930 bis 1939 vertrat er den Bundesstaat Wisconsin im US-Repräsentantenhaus.

## Werdegang
Michael Reilly besuchte die öffentlichen Schulen seiner Heimat und danach bis 1889 die Oshkosh Normal School. Anschließend studierte er bis 1894 an der University of Wisconsin–Madison. Nach einem anschließenden Jurastudium an derselben Universität und seiner im Jahr 1895 erfolgten Zulassung als Rechtsanwalt begann er in Fond du Lac in seinem neuen Beruf zu arbeiten. In den Jahren 1899 und 1900 fungierte Reilly als Bezirksstaatsanwalt im Fond du Lac County. Von 1905 bis 1910 war er juristischer Vertreter der Stadt Fond du Lac.
Politisch war Reilly Mitglied der Demokratischen Partei. In den Jahren 1908 und 1924 war er Delegierter zu deren Democratic National Conventions. Bei den Kongresswahlen des Jahres 1912 wurde er im sechsten Wahlbezirk von Wisconsin in das US-Repräsentantenhaus in Washington, D.C. gewählt, wo er am 4. März 1913 die Nachfolge von Michael E. Burke antrat. Nach einer Wiederwahl im Jahr 1916 konnte er bis zum 3. März 1917 zwei Legislaturperioden im Kongress absolvieren. Bei den Wahlen des Jahres 1916 unterlag er dem Republikaner James H. Davidson.
In den Jahren nach seinem Ausscheiden aus dem US-Repräsentantenhaus arbeitete Michael Reilly wieder als Anwalt. Nach dem Tod des Kongressabgeordneten Florian Lampert wurde er bei der fälligen Nachwahl für das sechste Mandat seines Staates zu dessen Nachfolger in das US-Repräsentantenhaus gewählt. Dort nahm er am 4. November 1930 seinen alten Sitz wieder ein. Nach drei Wiederwahlen konnte er bis zum 3. Januar 1939 im Kongress verbleiben. In dieser Zeit wurden dort die meisten der New-Deal-Gesetze der Bundesregierung verabschiedet. Im Jahr 1933 wurden auch der 20. und der 21. Verfassungszusatz ratifiziert.
Bei den Wahlen des Jahres 1938 verlor  Reilly gegen den Republikaner Frank Bateman Keefe. In den folgenden Jahren arbeitete er wieder als Jurist. Er starb am 14. Oktober 1944 in Neptune (New Jersey) und wurde in Woodlawn (New York) beigesetzt.